# Beata cephalica
Beata cephalica là một loài nhện trong họ Salticidae.
Loài này thuộc chi Beata. Beata cephalica được Frederick Octavius Pickard-Cambridge miêu tả năm 1901.